# Dieter Borsche

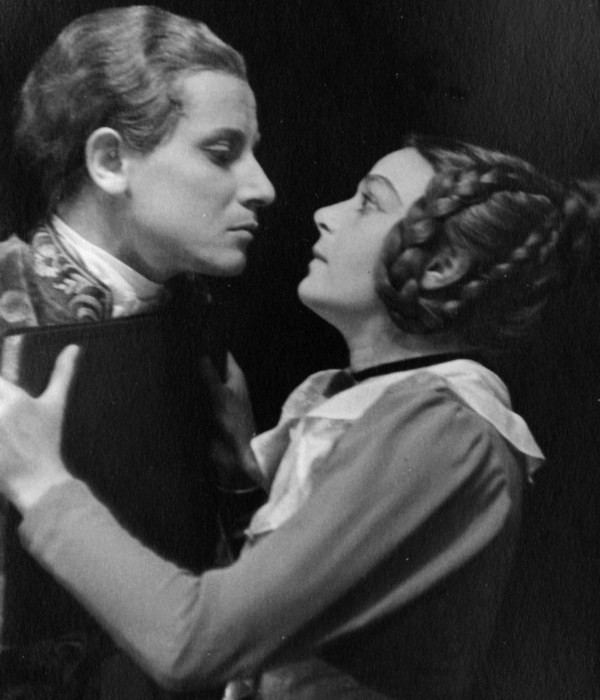
Dieter Borsche mit Lotte Berger in Die Mitschuldigen (1937)

Dieter Albert Eugen Rollomann Borsche (* 25. Oktober 1909 in Hannover; † 5. August 1982 in Nürnberg) war ein deutscher Theater- und Filmschauspieler.

## Anfänge und Bühnenlaufbahn
Borsche wuchs in einer Künstlerfamilie auf: Sein Vater war der Musiklehrer und Kapellmeister Willi Borsche, seine Mutter Oratoriensängerin. Nach der Schulzeit auf einem Gymnasium, das er ohne Abschluss verließ, wollte er Tänzer werden und nahm Tanzunterricht bei Yvonne Georgi und Harald Kreutzberg. Von 1930 bis 1935 war er als Balletttänzer an der Städtischen Oper in Hannover engagiert. Zusätzlich nahm er Schauspielunterricht an der Schauspielschule Blech und kam als „jugendlicher Liebhaber“ nach Weimar. Weitere Stationen seiner Bühnenlaufbahn waren: 1935 Kiel, 1939 bis 1942 Danzig und 1942 bis 1944 Breslau. Als Mitglied des Breslauer Theaters spielte Borsche eigenen Angaben zufolge

„regelmässig in Auschwitz vor den S.S.-Leuten. Danach, nach dem Theater, gefüllt mit ca. 1.000–2.000 S.S.-Zuschauern, gaben diese den Schauspielern jedesmal ein Essen. Und alle Kollegen, Frauen wie Männer des Ensembles waren entzückt von der Gastfreundschaft, vom Charme, dem guten Benehmen, dem guten Essen und dem besten, französischen Cognac – und schwärmten am nächsten Tag davon. Die könnten doch keiner Fliege was tun.“

Ernst Klee beschreibt diese Verhältnisse so:

„Selbst in Auschwitz, abgeriegelt von der Außenwelt, gehen Schauspieler, Musiker und Artisten ein und aus. Es müssen Hunderte gewesen sein, doch nur einer hat davon berichtet: der Schauspieler Dieter Borsche, dem Nachkriegspublikum als Darsteller in Edgar-Wallace-Krimis bekannt, war 1943/44 Spielleiter der Städtischen Bühnen Breslau. Borsche erzählte nach dem Krieg dem NS-Dokumentaristen Joseph Wulf, er habe im Winter 1943 ‚innerhalb des Vernichtungslagers Auschwitz vor den dortigen SS-Wachmannschaften gespielt‘. Wulf rekapituliert das Gespräch: ‚Die Schauspieler wurden dort großzügig bewirtet, von Häftlingen bedient und sahen auch mit eigenen Augen die Häftlingskolonnen. Sie staunten darüber, daß diese im Winter nur die gestreiften Sträflingskittel trugen; aber das Wichtigste ist, daß Dieter Borsche zu berichten wußte, er habe von mehreren SS-Leuten gehört, verschiedene Theaterensembles spielten sehr oft innerhalb des Konzentrationslagers für sie‘.“

Borsche spielte bis zum Jahr 1944 und wurde dann zur Wehrmacht eingezogen. In der Eifel wurde er verwundet und geriet in Kriegsgefangenschaft. Im Bayerischen Wald, wo er seine Familie wiedertraf, war er einige Zeit als Schreiner und Spielzeughersteller beschäftigt.
1946 sorgte Bernhard Minetti dafür, dass Borsche ans Theater Kiel kam. Von nun an arbeitete er wieder als Schauspieler und war dort von 1947 bis 1949 auch Oberspielleiter. Seinen Durchbruch als Theaterschauspieler erlebte Borsche in den 1960er Jahren, als er bereits ein bekannter Filmstar war. An der Freien Volksbühne Berlin spielte er 1963 Papst Pius XII. in Rolf Hochhuths Der Stellvertreter, 1964 die Titelrolle in Heinar Kipphardts In der Sache J. Robert Oppenheimer und 1965 in Die Ermittlung von Peter Weiss. Mit dem Stück Geliebter Lügner von Jerome Kilty ging er 1978 zusammen mit Barbara Rütting auf seine letzte Deutschland-Tournee.

## Filmschauspieler
Seine Filmkarriere begann 1935 mit Alles weg’n dem Hund, einem Weiß-Ferdl-Film, allerdings mit mäßigem Erfolg. Nach dem Zweiten Weltkrieg kam mit dem Spielfilm Nachtwache der Durchbruch. Seine Rolle als Kaplan von Imhoff bildete den Wendepunkt in seinem zuvor erfolglosen Filmschauspielerleben.
Borsches große Filmkarriere begann jedoch mit der Uraufführung von Rudolf Jugerts Film Es kommt ein Tag nach Ernst Penzoldts Novelle Korporal Mombur am 17. Oktober 1950, durch den Borsche gemeinsam mit Maria Schell zu einem der „Filmlieblinge“ wurde. Borsche wurde nun zu einem der populärsten Mimen der Nachkriegszeit in Deutschland und spielte in Filmen oft beispielsweise mit Ruth Leuwerik, Maria Schell oder Gisela Uhlen.
Borsche war im deutschen Kino der 1950er Jahre die Idealbesetzung für integre, aufrechte Persönlichkeiten wie Prinzen (Königliche Hoheit), Offiziere (Es kommt ein Tag) oder Ärzte (Dr. Holl). Lediglich in Fanfaren der Liebe als arbeitsloser Musiker, der in Frauenkleidern einen Job in einer Frauenkapelle ergattert, fiel er in dieser Hinsicht aus der Rolle. In den 1960er Jahren kämpfte Borsche gegen dieses Rollenklischee an und spielte bevorzugt Schurken wie in dem Edgar-Wallace-Film Die toten Augen von London und in dem Durbridge-Sechsteiler Das Halstuch. Auch in der britisch-deutschen Fernsehserie Paul Temple trat er an der Seite der Hauptdarsteller Francis Matthews und Ros Drinkwater in der Doppelfolge Mord in München auf. Seine Theaterlaufbahn verfolgte er parallel dazu weiter.
Bei Borsche traten schon in den 1930er Jahren die ersten Anzeichen von Muskelschwund auf. Die Krankheit wurde im Laufe der Jahre so akut, dass er sich in den 1970er Jahren gezwungen sah, von Film- und Fernsehrollen Abstand zu nehmen. Er verlegte seinen Wirkungskreis auf die Tätigkeit als Sprecher für Hörspiele und Lesungen im Radio. Doch trat er bis Anfang der 1980er Jahre auch noch auf der Bühne in Gegenwartsstücken auf, obwohl er inzwischen auf einen Rollstuhl angewiesen war. So spielte er etwa erfolgreich in Equus von Peter Shaffer und Duett für eine Stimme von Tom Kempinski.
Borsche war dreimal verheiratet. Mit seiner ersten Frau, der Bühnenbildnerin Ursula Poser, führte er eine 23 Jahre andauernde Ehe und hatte mit ihr drei Söhne, darunter den Kameramann und Regisseur Kai Borsche. 1960 heiratete er ein zweites Mal; der Ehe entstammt ein Sohn. Von 1970 bis zu seinem Tod war er mit der Schauspielerin Ulla Willick verheiratet, mit der er in Nürnberg – Langwasser lebte. Borsche wurde auf dem Hauptfriedhof Öjendorf in Hamburg in einem anonymen Grab auf dem Urnenfeld 1 beigesetzt.
Sein schriftlicher Nachlass befindet sich im Archiv der Akademie der Künste in Berlin.

## Filmografie (Auswahl)

### Film
- 1935: Alles weg’n dem Hund
- 1937: Wie einst im Mai
- 1938/50: Preußische Liebesgeschichte
- 1939: Die Geliebte
- 1939: Die kluge Schwiegermutter
- 1941: Jungens
- 1949: Nachtwache
- 1950: Es kommt ein Tag
- 1950: Der fallende Stern
- 1951: Dr. Holl
- 1951: Sündige Grenze
- 1951: Fanfaren der Liebe
- 1952: Vater braucht eine Frau
- 1952: Herz der Welt
- 1952: Die große Versuchung
- 1953: Der Kaplan von San Lorenzo
- 1953: Muß man sich gleich scheiden lassen?
- 1953: Fanfaren der Ehe
- 1953: Königliche Hoheit
- 1954: Der Arzt und das Mädchen (Le guérisseur)
- 1954: Ali Baba (Ali Baba es les quarante voleurs)
- 1954: Zwischenlandung in Paris (Escale à Orly)
- 1955: Ich war ein häßliches Mädchen
- 1955: San Salvatore
- 1955: Die Barrings
- 1956: Wenn wir alle Engel wären
- 1956: Rot ist die Liebe
- 1957: Königin Luise
- 1957: Nachts im Grünen Kakadu
- 1958: Zwei Herzen im Mai
- 1958: Zeit zu leben und Zeit zu sterben (A Time to Love and a Time to Die)
- 1958: U 47 – Kapitänleutnant Prien
- 1960: Ein Thron für Christine
- 1960: Das hab’ ich in Paris gelernt
- 1960: Sabine und die 100 Männer
- 1961: Die toten Augen von London
- 1962: Die glücklichen Jahre der Thorwalds
- 1962: Der rote Rausch
- 1962: Muß i denn zum Städtele hinaus
- 1962: Ein Toter sucht seinen Mörder
- 1962: Das Feuerschiff
- 1963: Scotland Yard jagt Dr. Mabuse
- 1963: Der schwarze Abt
- 1963: Der Henker von London
- 1964: Das Phantom von Soho
- 1964: Ein Frauenarzt klagt an
- 1964: Der Schut
- 1964: Die Goldsucher von Arkansas
- 1965: Die schwedische Jungfrau
- 1965: Durchs wilde Kurdistan
- 1965: Im Reiche des silbernen Löwen
- 1966: Angeklagt nach § 218 (Der Arzt stellt fest…)
- 1967: Wenn Ludwig ins Manöver zieht
- 1968: Lady Hamilton – Zwischen Schmach und Liebe
- 1968: Der Arzt von St. Pauli
- 1970: Der Pfarrer von St. Pauli

### Fernsehen
- 1958: Die Beklagte
- 1959: O Wildnis
- 1959: Affäre Dreyfus
- 1960: Gaslicht
- 1962: Das Halstuch (Sechsteiler)
- 1962: Die kleinen Füchse
- 1962: Der Gefangene
- 1964: Doktor Murkes gesammeltes Schweigen
- 1966: Das Lächeln der Gioconda
- 1966: Der Vogel läßt das Singen nicht
- 1966: Der schwarze Freitag
- 1966: Cliff Dexter: Katze und Maus
- 1968: Berliner Antigon
- 1968: Gift für die Rosen
- 1968: Der Reformator
- 1970: Maximilian von Mexiko
- 1970: Paul Temple: Mord in München (Doppelfolge)
- 1970: Dem Täter auf der Spur: Puppen reden nicht
- 1970: Der Kommissar: Drei Tote reisen nach Wien
- 1970: Pater Brown: Skandal um Gloria
- 1971: Der Kommissar: Ein rätselhafter Mord
- 1971: Preußen über alles …
- 1971: Glückspilze
- 1972: Hoopers letzte Jagd (Zweiteiler)
- 1972: Max Hölz. Ein deutsches Lehrstück
- 1972: Alpha Alpha (Folge Ein begabtes Kind)
- 1972: Mit dem Strom
- 1972: Das Geheimnis der alten Mamsell
- 1972–1973: Algebra um Acht
- 1973: Immobilien
- 1974: Der kleine Doktor: Zu viele Ärzte
- 1974: Die letzten Tage von Gomorrha
- 1975: Der Kommissar: Eine Grenzüberschreitung
- 1975: Der Strick um den Hals (Dreiteiler)
- 1977: Graf Yoster gibt sich die Ehre – Doppelfolge: Müßiggang ist aller Listen Anfang / Ein Maler und sein falsches Bild
- 1977: Es muß nicht immer Kaviar sein (Folge Nachtigall 17 ruft)
- 1977: Kinderseele
- 1977: Sonderdezernat K1: Zwei zu eins für’s SK 1
- 1981: Goldene Zeiten – Bittere Zeiten
- 1981: Pseudonym Hans Fallada

}

## Auszeichnungen
- 1951 Bambi als publikumsstärkster Filmstar des Jahres
- 1952 Bambi als publikumsstärkster Filmstar des Jahres
- 1974 Filmband in Gold für langjähriges und hervorragendes Wirken im deutschen Film
- Bundesverdienstkreuz am Bande (5. Januar 1979)[6]

## Synchronisation
Als Synchronsprecher lieh Borsche zudem seine Stimme u. a. Gunnar Björnstrand (Licht im Winter), David Niven (Lady L) und Max von Sydow (Der Exorzist).

## Hörspiel (Auswahl)
- 1952: Paul Verhoeven, Toni Impekoven: Das kleine Hofkonzert – Regie: Heinz-Günter Stamm (Hörspielbearbeitung – BR)
- 1969: Ein unerhörtes Spiel von Inger Christensen, Regie: Heinz von Cramer Produktion: SDR[7]
- 1970: Hallo, hier spricht der Tod von Louis C. Thomas, Regie: Walter Niklaus, Produktion: SR
- 1972: Einmal ist jeder dran von Bernd Lau Regie: Walter Adler und Bernd Lau, Produktion:SWF[8]
- 1975: Alice im Wunderland, nach Lewis Carroll, Bearbeitung, Komposition und Regie: Heinz von Cramer Produktion: WDR/HR
- 1976: Ein anderer K. von Günter Kunert, Regie: Hans Rosenhauer, Produktion: NDR[9]
- 1979: Babel 1929 – Die Abenteuer eines Traumdetektivs (Haus der tausend Stockwerke) von Jan Weiss, Regie: Andreas Weber-Schäfer, Produktion: SDR
- 1979: Triptychon von Max Frisch, Regie: Walter Adler, Produktion: DLF/SDR/SFB/WDR[10]
- 1980: Die Pforten des Paradieses von Jerzy Andrzejewski, Regie: Hans-Ulrich Minke Produktion: RIAS[11]